# 屋久谷拓哉
屋久谷 拓哉（やくたに たくや、8月29日 - ）は、日本の声優、俳優、モデル。東京都出身、東京都在住。血液型はO型。

## 出演作品
※太字は主役・メインキャラクター。

### 再現ドラマ
- 行列のできる法律相談所
- Qさま
- ブラマヨとゆかいな仲間たちアツアツっ！（アンジャッシュ渡部建）
- 教訓のススメ（坂上忍）

### 雑誌
- TOKYO★1週間

### WEB
- MSN[1]
- NTT docomo[1]

### 吹替え

#### 映画
- BROTHERLY LOVE[1]

#### ドラマ
- TRAVELERS[1]

#### アニメ
- ネクトン一家の深海探検/The Deep[1]
- ガジェット警部の事件簿（講演者）[1]
- ターザン＆ジェーン[1]

#### ドキュメンタリー
- アート・オブ・デザイン

### CM
- 機動戦士ガンダム バトルオペレーション[1]
- ラグナロク オデッセイ エース
- 日産プリンス秋田店

### 舞台
- 憑き人。（黒狐）[2]
- 創作プログラム「kenji」（宮沢賢治）